# Бишапур
Бишапур (перс. بیشاپور‎) — древний город Ирана, к северу от современного города Казерун, на древней дороге между Персией и Эламом. Дорога соединяла столицу Сасанидов Истахр и Ктесифон. Город некоторое время был столицей империи.

## История

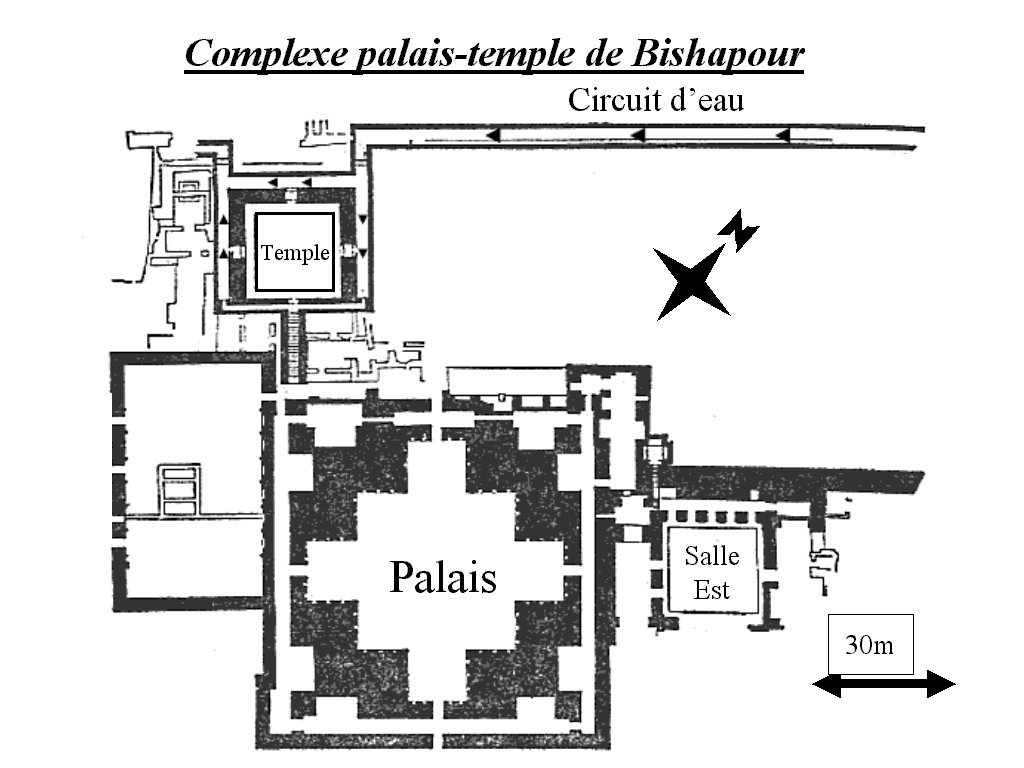
План дворцов и храмов Бишапура

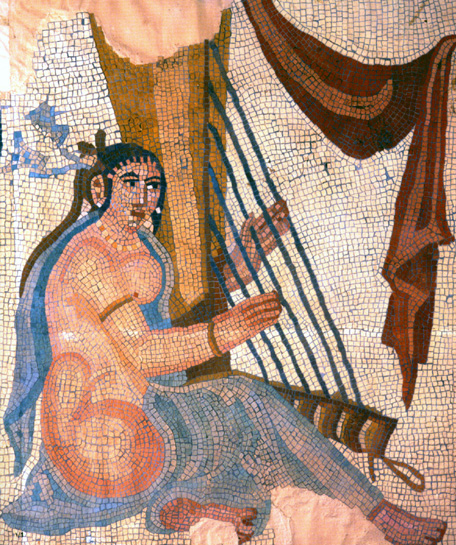
Мозаика

Город основал в 266 царь Шапур I (241—272), второй царь Сасанидов, на берегу реки Руде-Сефуд (притоке Рудханейе-Шапура). Название города — город Шапура, здесь Шапур сделал свою столицу, перенеся её из Истахра. Город украшен многочисленными рельефами, прославляющими победу Шапура над римлянами. В строительстве принимали участие пленные римские солдаты императора Валериана, потерпевшего поражение в 260. Однако город не был построен на пустом месте — археологи обнаружили следы парфянской и эламской цивилизаций.
Позднее столица переместилась в Ктесифон, но город сохранял значение вплоть до арабского завоевания в VII веке, в нём оставались жители до X века.